# Landgraf
Landgraf (în latină comes provincialis, comes patriae, comes terrae, comes magnus, comes provinciae, comes principalis, lantgravius) este un titlu princiar și, prin urmare, este poziționată deasupra titlului de conte. În Sfântul Imperiu Roman au existat începând din Evul Mediu Târziu landgrafi, margrafi și conți palatini care aveau rang de prinți imperiali fiind efectiv egali cu ducii. Modul de adresare către sau despre landgrafii de Hessen-Kassel a fost începând din 1815 acela de Alteța (Regală).

Coroana landgrafului (reprezentare heraldică)

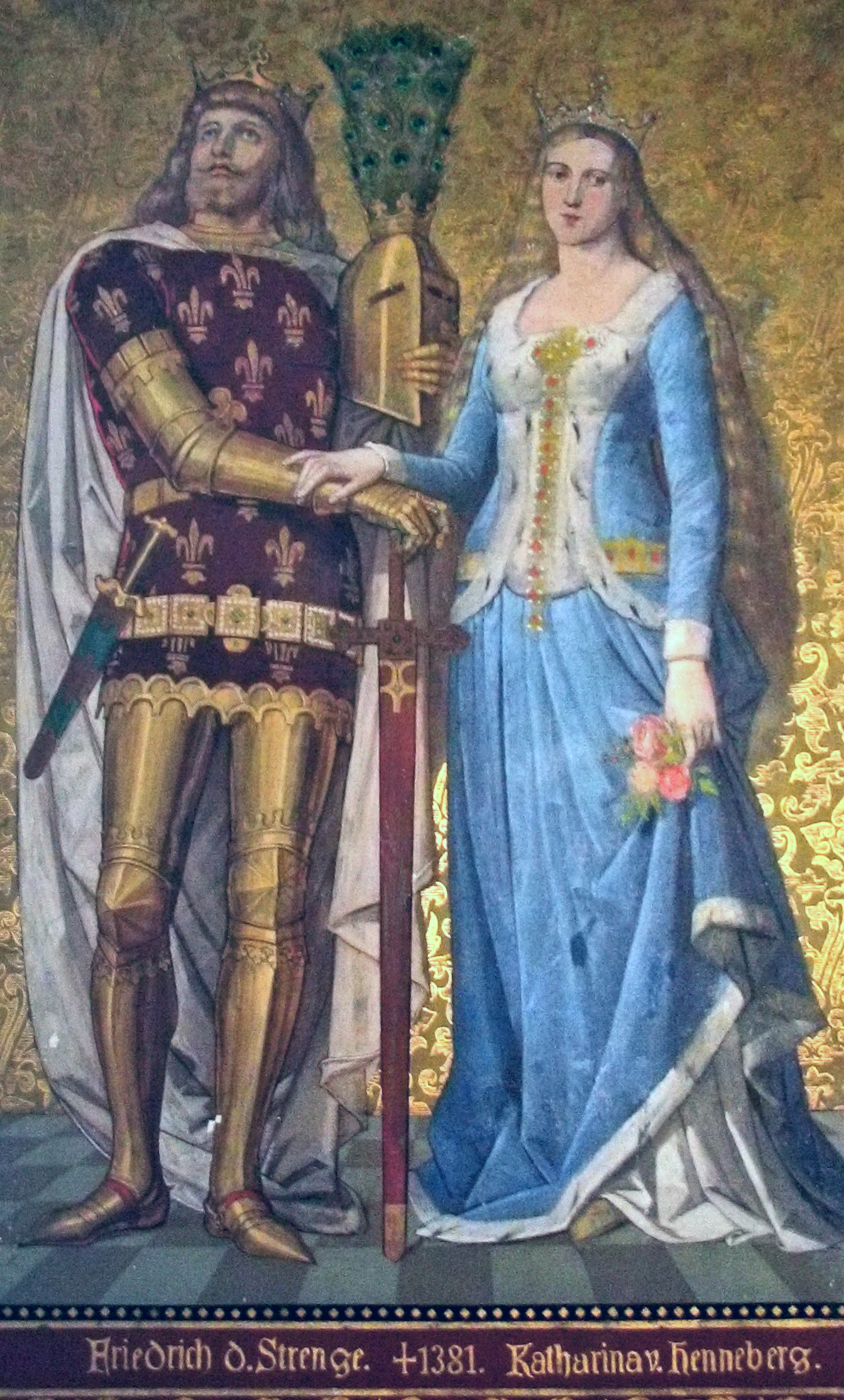
Frederic al III-lea cel Strict, Landgraf de Turingia și margraf de Meissen (pictura din secolul al XIX-lea în Albrechtsburg din Meissen)

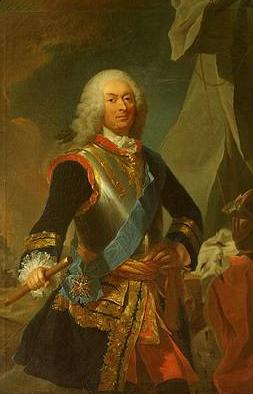
Landgraful Wilhelm al VIII-lea de Hesse-Kassel (pictură de Johann Heinrich Tischbein cel Bătrân)

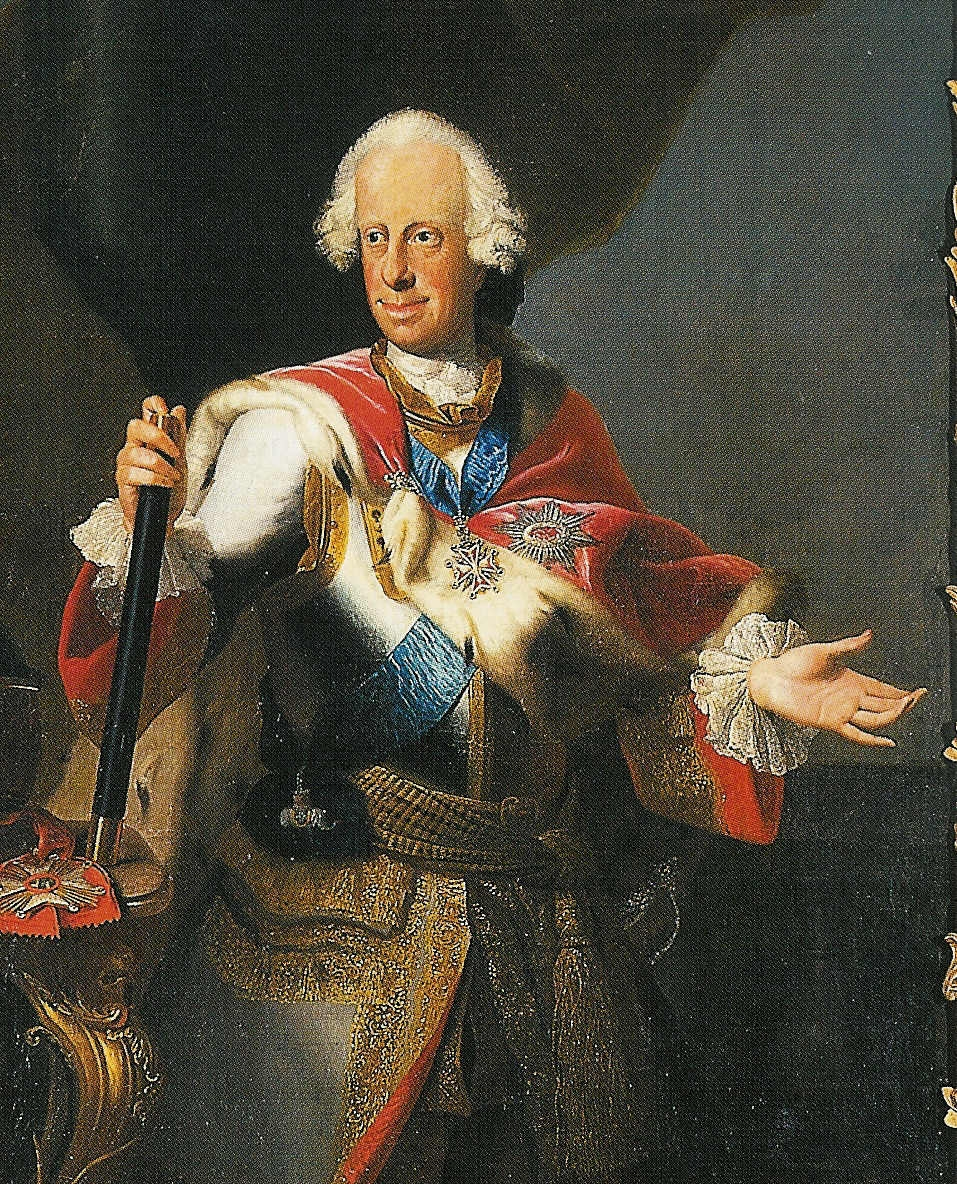
Landgraful Ludovic al VIII-lea de Hesse-Darmstadt

## Evoluția titlului
Inițial un Landgraf era un înalt funcționar regal sau imperial al cărui teritoriu se afla în interiorul granițelor imperiului direct sub jurisdicția regelui german de la care își primea feuda. Landgraful exercita în teritoriu vechile drepturi (semnificativ fragmentate) ale conților ca succesor al acestora, având calitatea de judecător asupra tuturor oamenilor liberi și nobili. Aici nu exista o mediere  făcută de către un duce, episcop sau conte palatin. Landgrafii erau în primul rând creații politice cu scopul de a diminua puterea ducilor, până atunci atotputernici și pentru a împiedica încercările conților de a extinde fără legitimitate imperială nivelul de jurisdicție din comitatul lor până la nivelul celor care anterior erau supuși doar jurisdicției regale. Astfel apariția Landgrafilor a servit păstrării drepturilor regale. La origine deținătorii titlului de Landgraf aveau în mare parte alte drepturi decât cele ale conților, care în ceea ce privește semnificația personală se aflau deasupra landgrafilor, motiv pentru care demnitatea de landgraf se afla de obicei după toate celelalte demnități. Turingia și Hessa făceau excepție. În aceste teritorii demnitatea de landgraf avea importante drepturi asemănătoare celor ale conților și seniorilor feudali beneficiind de avantajele rezervate acestora. Acest lucru le-a permis landgrafilor să-și folosească puterea judiciară asupra altor oameni liberi și nobili pentru a-și consolida drepturile teritoriale în afara posesiunilor lor reale, până când în cele din urmă au ajuns să exercite  drepturi asemănătoare celor ale ducilor în zona landgrafiatului lor și au fost numiți prinți imperiali. Astfel titlul de Landgraf a fost folosit pentru a obține și a mări în mod exagerat toate celelalte drepturi, depășindu-le pe cele ale conților.
Cei mai importanți în Evul Mediu au fost landgrafii de Turingia, al căror titlu prin moștenitorii lor (descendenții Sfintei Elisabeta din Casa Hessa) a „imigrat” din Turingia în Hessa, în timp ce titlul de landgraf de Turingia prin însăși preluarea stăpânirii teritoriilor de către membrii Casei de Wettin, a fost acoperit de titlul de duce de Saxonia.
În 1292  Landgrafiatul de Hessa, nou fondat, a fost confirmat de către împărat ca principat imperial. Linia Brabant din Hessa (Casa Hessa) a deținut titlul de Landgraf până în secolul al XIX-lea când în 1803 landgraful de Hesse-Kassel a fost ridicat la rangul de principe elector de către împăratul Sfântului Imperiu Roman. (Deși titlul său de „principe elector” era de fapt doar o funcție, landgraful de Hesse-Kasel, după multe zbateri și generoase donații făcute în timpul Congresului de la Viena, a reușit să obțină adresarea ca „Alteța Regală”.) Landgraful de Hesse-Darmstadt a fost ridicat la rangul de Mare Duce de Napoleon I. De atunci înainte prinții s-au autodenumit „prinț elector” respectiv „mare duce” și „landgraf suveran”. Landgrafiatul de Hessa-Homburg, care temporar a aparținut de Darmstadt, a fost restaurat în 1817 ca principat suveran în Confederația Germană. Când landgraful a murit fără urmași în 1866, landgrafiatul de Hessa-Homburg a revenit la Marele Ducat Hessa (Darmstadt). În același an, ca urmare a războiului austro-prusac, principatul Hessa a fost anexat de Prusia, iar teritoriul Hessa-Homburg a revenit Regatului Prusiei .
În Casa Hessa, din 1920, după pierderea titlului de principe elector  și respectiv al celui de Mare Duce, astăzi este purtat din nou numele de prinț și landgraf de Hessa. Cu toate acestea, doar șeful casei apare în public ca Landgraf de Hessa, iar toți ceilalți membri ai familiei se prezintă public ca prinț/prințesă de Hessa.

## Lista generală a Landgrafiatelor
- Cele mai vechi landgrafiate din Lorena:
  - Brabant: apare în documente la înființarea Mănăstirii Affligem în 1086, contele Henric al III-lea de Löwen, comes patriae Bracbatensis
  - Geldern (în literatura gemană nouă: Gelre) (probabil identificat cu Teisterbant) apare într-un certificat imperial, MGH DD Henrici IV nr. 459: Gerardus lantgrave (Gerard I de Geldern, Flaminius) în 1096
  - Hochstaden (secolul al XII-lea)

- Landgrafiate în Suabia:
  - Baar
  - Breisgau
  - Hegau și Madach
  - Heiligenberg (Linzgau)
  - Klettgau
  - Nellenburg
  - Sausenberg
  - Stühlingen (Alpgau)

- Landgrafiate în Elveția de astăzi:
  - Aarburgund
  - Burgundia
  - Buchsgau
  - Frickgau
  - Sisgau
  - Turgovia
  - Zurichgau

- Alte landgrafiate:
  - Sundgau
  - Alsacia de Jos
  - Hafferberg
  - Hesse
  - Leuchtenberg
  - Stefling
  - Turingia: înființarea landgrafiatului în jurul anului 1111/1112; primul landgraf a fost generalul Hermann I de Winzenburg (d. 1138) până în 1130, după care Ludowingeri au fost devenit landgrafi.
  - Leiningen în Wormsgau